# Carlo Ruzzini
Pour les articles homonymes, voir Ruzzini.
Carlo Ruzzini (né le 11 novembre 1653 à Venise - mort le 5 janvier 1735) est un diplomate italien et un doge de Venise. Élu en 1732, Carlo Ruzzini est le 113e doge de Venise.

## Biographie
Carlo Ruzzini est le fils de Marco et Caterina Zeno, et il a deux frères. Possédant une fortune assez importante, il décide très tôt de se consacrer à la carrière diplomatique, espérant par ce moyen progresser dans l'échelle sociale. Le déclin de la république de Venise et la deuxième guerre austro-turque dans laquelle celle-ci est engagée au cours de la période 1684-1699 nécessitent de trouver d'habiles diplomates, ce qui favorise la carrière de Ruzzini.
L'un des faits intéressants que l'on retient pour cette période de sa vie est la ténacité dont il fait preuve au cours des négociations engagées à Karlowitz (1698-1699) entre les puissances de la Sainte-Ligue et les Turcs, tentant, non sans mal, d'obtenir des avantages pour sa patrie. La Paix de Karlowitz, signée le 26 janvier 1699, permet aux puissances européennes de tirer profit de leur victoire. Les Ottomans cèdent de nombreux territoires (la majorité de la Hongrie, la Transylvanie et la Slavonie à l'Autriche, la Podolie à la Pologne), et dans cette « distribution », Venise obtient, grâce aux talents de négociateur de Carlo Ruzzini, la majorité de la Dalmatie, ainsi que la Morée (la péninsule du Péloponnèse), que les Turcs reprennent par le traité de Passarowitz en 1718. À sa mort, il est inhumé dans l'église Santa Maria di Nazareth sous une dalle de marbre noir.